# Каменица (Краљево)
Каменица је насељено место града Краљева у Рашком округу. Према попису из 2022. било је 109 становника.
Овде се налази Основна школа „Вук Караџић“.

## Познати мештани
Антоније Ристић- Пљакић, војвода и устаник у Првом и Другом српском устанку. Пљакић је био Карађорђев зет, јер је био ожењен најстаријом Карађорђевом сестром принцезом Савом Карађорђевић.

## Демографија
У насељу Каменица живи 153 пунолетна становника, а просечна старост становништва износи 44,0 година (40,1 код мушкараца и 49,0 код жена). У насељу има 65 домаћинстава, а просечан број чланова по домаћинству је 2,77.
Ово насеље је у потпуности насељено Србима (према попису из 2002. године), а у последња три пописа, примећен је пад у броју становника.
|  |

| Демографија | Демографија | Демографија |
| Година      | Становника  | Становника  |
| ----------- | ----------- | ----------- |
| 1948.       | 311         |             |
| 1953.       | 329         |             |
| 1961.       | 346         |             |
| 1971.       | 265         |             |
| 1981.       | 244         |             |
| 1991.       | 209         | 208         |
| 2002.       | 180         | 182         |

| Етнички састав према попису из 2002.‍ | Етнички састав према попису из 2002.‍ | Етнички састав према попису из 2002.‍ | Етнички састав према попису из 2002.‍ | Етнички састав према попису из 2002.‍ |
| ------------------------------------ | ------------------------------------ | ------------------------------------ | ------------------------------------ | ------------------------------------ |
|                                      |                                      |                                      |                                      |                                      |
| Срби                                 | Срби                                 |                                      | 180                                  | 100,0%                               |
| непознато                            | непознато                            |                                      | 0                                    | 0,0%                                 |

| Година пописа     | 1948. | 1953. | 1961. | 1971. | 1981. | 1991. | 2002. |
| ----------------- | ----- | ----- | ----- | ----- | ----- | ----- | ----- |
| Број домаћинстава | 68    | 75    | 80    | 76    | 69    | 67    | 65    |

| Број чланова      | 1  | 2  | 3  | 4 | 5 | 6 | 7 | 8 | 9 | 10 и више | Просек |
| ----------------- | -- | -- | -- | - | - | - | - | - | - | --------- | ------ |
| Број домаћинстава | 16 | 20 | 11 | 7 | 7 | 3 | 0 | 0 | 0 | 1         | 2,77   |

| Пол    | Укупно | Неожењен/Неудата | Ожењен/Удата | Удовац/Удовица | Разведен/Разведена | Непознато |
| ------ | ------ | ---------------- | ------------ | -------------- | ------------------ | --------- |
| Мушки  | 83     | 26               | 52           | 3              | 2                  | 0         |
| Женски | 73     | 5                | 49           | 16             | 2                  | 1         |
| УКУПНО | 156    | 31               | 101          | 19             | 4                  | 1         |

| Пол    | Укупно                    | Пољопривреда, лов и шумарство | Рибарство                            | Вађење руде и камена | Прерађивачка индустрија       |
| ------ | ------------------------- | ----------------------------- | ------------------------------------ | -------------------- | ----------------------------- |
| Мушки  | 41                        | 20                            | 0                                    | 0                    | 3                             |
| Женски | 17                        | 9                             | 0                                    | 0                    | 0                             |
| УКУПНО | 58                        | 29                            | 0                                    | 0                    | 3                             |
| Пол    | Производња и снабдевање   | Грађевинарство                | Трговина                             | Хотели и ресторани   | Саобраћај, складиштење и везе |
| Мушки  | 0                         | 3                             | 0                                    | 3                    | 6                             |
| Женски | 0                         | 0                             | 1                                    | 2                    | 0                             |
| УКУПНО | 0                         | 3                             | 1                                    | 5                    | 6                             |
| Пол    | Финансијско посредовање   | Некретнине                    | Државна управа и одбрана             | Образовање           | Здравствени и социјални рад   |
| Мушки  | 0                         | 1                             | 3                                    | 1                    | 0                             |
| Женски | 0                         | 0                             | 0                                    | 2                    | 2                             |
| УКУПНО | 0                         | 1                             | 3                                    | 3                    | 2                             |
| Пол    | Остале услужне активности | Приватна домаћинства          | Екстериторијалне организације и тела | Непознато            | Непознато                     |
| Мушки  | 0                         | 0                             | 0                                    | 1                    | 1                             |
| Женски | 0                         | 0                             | 0                                    | 1                    | 1                             |
| УКУПНО | 0                         | 0                             | 0                                    | 2                    | 2                             |